# Johann Georg Pisendel
Johann Georg Pisendel est un musicien et compositeur allemand de l'époque baroque, né à Cadolzburg (dans la principauté d'Ansbach) le 26 décembre 1687 et mort à Dresde le 25 novembre 1755.

## Biographie
Il était le cinquième enfant d'une famille où le père exerçait le métier de cantor (alias Kapellmeister : maître de musique et chef de chœur). Ce père était lui-même issu d'une famille de peintres de Markneukirchen dans le Vogtland.
Après un premier enseignement reçu de son père, il étudie à partir de 1697 avec Francesco Antonio Pistocchi et Giuseppe Torelli à la chapelle de la cour du duc d'Ansbach. Malgré la réduction de l'importance de celle-ci à compter de 1703, il y est néanmoins admis comme violoniste quelque temps plus tard. En mars 1709, il fait un voyage à Leipzig et, passant par Weimar, y fait la connaissance de Johann Sebastian Bach.
En 1710 il dirige le Collegium musicum en remplacement de Melchior Hoffmann. Lors d'un voyage en 1711, il lie aussi connaissance avec Georg Philipp Telemann à Eisenach et avec Christoph Graupner à Darmstadt.
À partir de janvier 1712 et jusqu'à sa mort, il travaille à la Chapelle de la Cour de Saxe à Dresde, d'abord comme violoniste, puis — à compter de 1728 — comme Kapellmeister.
Le plus important de tous ses voyages est celui qui le mena en Italie en 1716 et 1717. Il passe une année à Venise aux frais de son prince et s'y lie bientôt d'une profonde amitié avec Antonio Vivaldi. Ce dernier lui dédie quatre sonates, cinq concerti et une sinfonia. Ces pièces ont été composées probablement entre 1717 et 1720 et elles portent la dédicace « fatte p.[er] Mr. Pisendel » (« faites pour Mr Pisendel »). Les originaux se trouvent à la Landesbibliothek de Dresde. Après son retour dans cette ville, il reçoit encore des compositions de Johann David Heinichen.
Johann Georg Pisendel est le plus remarquable des violonistes virtuoses d'Allemagne contemporains de Bach. Par sa science du violon, ses qualités de caractère et ses grandes qualités pédagogiques, il s'acquiert très tôt l'estime et l'amitié de très nombreux compositeurs allemands. Son activité comme maître des concerts à la Hofkapelle de Dresde valent à celle-ci une réputation internationale. C'est à Pisendel que Vivaldi doit son renom à Dresde.

## Œuvres

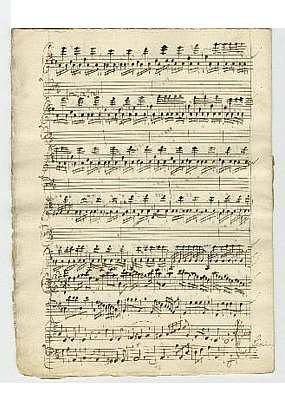
Partition autographe de la Sonate pour violon en ré majeur.

Les compositions de Pisendel qui nous sont parvenues sont peu nombreuses mais de grande qualité. Toutes ses œuvres sont instrumentales. Elles comprennent dix concertos pour violon, quatre concertos pour orchestre et deux sonates pour violon (en). Sa sonate pour violon seul en la mineur a probablement influencé les œuvres du genre.
Les manuscrits de Pisendel sont conservés à la bibliothèque régionale de Dresde. Les œuvres de Pisendel ont été cataloguées par thème en 1955 par le musicologue Hans Rudolf Jung. Les numéros de répertoire sont cités sous la forme "Jung", chiffre romain pour le genre de l'œuvre, barre oblique et numéro d'ordre ainsi que l'année de composition.
Pisendel a écrit, entre autres :
- 12 concertos pour violon en la, si, ré, ré, mi, mi, fa, sol, sol, sol.
- plusieurs sonates en trio.
- 4 concerti grossi en un seul mouvement (mi, sol, ré, ré) comme arrangements de ses propres compositions.
- Imitation des caractères de la danse.
- plusieurs sonates pour violon avec basse continue.
- Sonate pour violon seul sans basse en la mineur (Jung IV/2 1717).
- Sinfonia en si bémol
- Gigue en la, imprimée dans "Der getreue Music-Meister" de Telemann (Hambourg, 1728/1799).
- Concerto pour 2 hautbois et basson en mi bémol

Bach a peut-être écrit ses sonates pour violon seul pour Pisendel. Tomaso Albinoni, Vivaldi et Telemann lui ont tous dédié des œuvres. Une collection d'œuvres instrumentales de la première moitié du XVIIIe siècle, conservée dans le "Schrank II" (Cabinet II) de la Hofkirche de Dresde, comprend ces dédicaces, de nombreux manuscrits contenant des instructions d'exécution de la main de Pisendel, ainsi que des partitions qu'il a lui-même copiées. La Bibliothèque d'État et universitaire de Saxe à Dresde et la Fondation allemande pour la recherche ont achevé la numérisation de la collection "Schrank II" au cours de l'été 2011, ce qui a permis aux chercheurs d'étudier plus avant l'héritage musical de Pisendel.

## Anecdotes

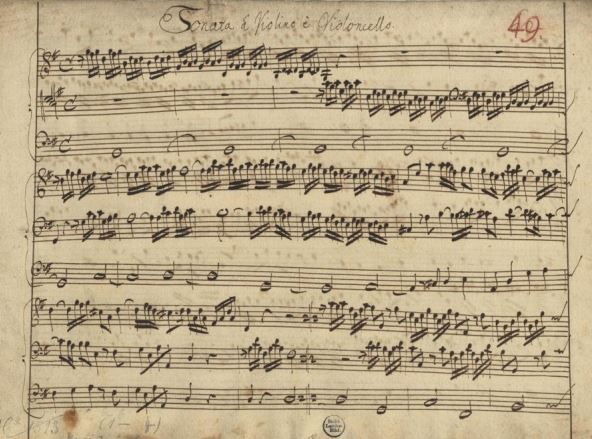
Manuscrit de Pisendel de la sonate en trio pour violon, violoncelle et basse continue en sol majeur (RV 820).

Nous savons que Giuseppe Torelli fut le professeur de Vivaldi grâce à Pisendel, qui eut l'occasion de copier dans les archives de Torelli une sonate composée par Vivaldi. Pisendel conserva la sonate et, des années plus tard, l'emporta avec lui à Dresde. La partition a perdu en chemin (ou au fil des ans) plusieurs pages, dont la page de titre, où Pisendel a écrit le nom du compositeur, de sorte que la pièce est restée silencieuse à Dresde en tant qu'œuvre anonyme (es) jusqu'en 2014, lorsqu'elle a été identifiée et interprétée pour la première fois à l'époque moderne par l'ensemble Scaramuccia lors de l'émission radiophonique néerlandaise De Musyck Kamer on Concertzender. Elle est désormais répertoriée comme la Sonate en trio pour violon, violoncelle et basse continue en sol majeur (RV 820).

## Discographie partielle
- Sinfonia e Concerti (avec un Concerto de Georg Philipp Telemann), Virtuosi Saxoniae, Ludwig Güttler (1 CD Berlin Classics, 1079-2, 1993)
- Sonates pour violon, en ré majeur, mi mineur, ut mineur, sol mineur ; pour violon solo en la mineur ; Anton Steck, violon, Christian Rieger, clavecin (1 CD CPO 999 982-2, 2004)
- Oboe Concerti at the Dresden Court, œuvres de Johann Georg Pisendel, Johann Friedrich Fasch, Giuseppe Valentini et Johann David Heinichen par la Batzdorfer Hofkapelle avec Xenia Löffler au hautbois (Accent 24202, 2008)

### Pour approfondir
- (de) Hans Rudolf Jung: Johann Georg Pisendel: Leben und Werk. Ein Beitrag zur Geschichte der Violinmusik der Bach-Zeit. Univ. Diss, Jena 1956.
- (de) Kai Köpp: Johann Georg Pisendel (1687–1755) und die Anfänge der neuzeitlichen Orchesterleitung. Schneider, Tutzing 2005,  (ISBN 3-7952-1140-9).
- (de) Albrecht Treuheit: Johann Georg Pisendel: (1687–1755); Geiger – Konzertmeister – Komponist; Dokumentation seines Lebens, seines Wirkens u. Umgangs u. seines Werkes; nachgezeichnet aus Biogr., Kommentaren u. Veröff. d. letzten 250 Jahre. Edelmann, Nürnberg 1987.
- (de) Johann Adam Hiller: Wöchentliche Nachrichten und Anmerkungen, die Musik betreffend Volumen 1 Verlag der Zeitungs-Expedition, 1766.
- (en) Michael Talbot: Sonates à Pisendel (rv2, 29, 25, 6) by Vivaldi. The Musical Times, Vol. 124, No. 1684 (Jun., 1983), p. 366